# Gorna Lipnița, Veliko Tărnovo
Gorna Lipnița (în bulgară Горна Липница) este un sat în comuna Pavlikeni, regiunea Veliko Tărnovo,  Bulgaria. 

## Demografie
Componența etnică a satului Gorna Lipnița
     Bulgari (97,15%)
     Nicio identificare (2,84%)
     Altele (0,88%)
La recensământul din 2011, populația satului Gorna Lipnița era de 562 locuitori. Din punct de vedere etnic, majoritatea locuitorilor (97,15%) erau bulgari. Pentru 2,84% din locuitori nu este cunoscută apartenența etnică.